# Schizoprymnus tshitaensis
Schizoprymnus tshitaensis är en stekelart som beskrevs av Sergey A. Belokobylskij 1998. Schizoprymnus tshitaensis ingår i släktet Schizoprymnus och familjen bracksteklar. Inga underarter finns listade i Catalogue of Life.